# 王師文
王師文（16世紀—16世紀），號穆菴，山東萊州府膠州人，明朝政治人物。

## 生平
王師文是嘉靖三十四年（1555年）乙卯科山東鄉試舉人，授彰德同知，為人急躁卻仁慈，政事肅然，吏民敬畏無怨言，在韓琦康樂園舊址重建醉白堂，將蘇軾《醉白堂記》刻在石上。

## 引用
1. ↑  民國《增修膠志·卷三十六·藝文 金石上》：〈重修城隍廟碑文〉：……庠生穆菴王師文篆，後書嘉靖二十九年立石。
2. 1 2  乾隆《彰德府志·卷十四·宦蹟》：王師文，膠州人，舉人，隆慶初任（同知），性稍卞急而心甚慈，才敏政肅、吏民敬畏，究無怨言，以縣學為韓魏公康樂園舊址，乃重建醉白堂，刻蘇記于石。
3. ↑  道光《膠州志·卷十·表九·明選舉》：舉人……（嘉靖）三十四年 乙卯科……王師文 舊志漳州府同知，科第考作彰德府同知